# Enrique Larreta
Enrique Rodríguez Larreta (Buenos Aires, 4 de marzo de 1875 - 6 de julio de 1961), conocido también como Enrique Larreta, fue un escritor, historiador, académico, diplomático y coleccionista de arte argentino representante del modernismo en la literatura hispanoamericana. Es conocido por su novela histórica La gloria de don Ramiro: una vida en tiempos de Felipe segundo.

## Biografía
Hijo de Carlos Rodríguez Larreta y de Adela Maza Oribe (nieta del presidente uruguayo Manuel Oribe) era miembro de una antigua familia de fortuna y contrajo matrimonio con una hija de la más emblemática de las familias aristocráticas de Argentina, la de Anchorena. Cursó estudios secundarios en el Colegio Nacional Central. Estudió Derecho y se graduó en la Universidad de Buenos Aires; trabajó como profesor de historia. Se desempeñó como embajador en Francia y ante la Exposición Iberoamericana de Sevilla, en 1929. En 1915-16, residió en Biarritz, Francia, y frecuentó Ávila, en España, donde actualmente una calle lleva su nombre. Se vinculó allí con Miguel de Unamuno, al que admiraba. Colaboró en publicaciones periodísticas de su época y estudió minuciosamente la historia española. Se nutrió literariamente de la Antigüedad clásica y del Siglo de Oro español, que lo obsesionaba.
En su obra autobiográfica Tiempos iluminados cuenta así cómo nació su primera novela publicada:

¡Quién sabrá decir lo que puede a veces el oportuno toque de un hombre sutil en el espíritu errante de un niño! Francisco Beazley, cuya memoria perdura siempre tan viva entre los que fueron sus amigos, era entonces profesor de historia de Grecia y Roma en el Colegio Nacional. Un día, con gran sorpresa de todos, me encomendó una conferencia sobre Grecia, es decir, sobre Atenas en tiempos de Pericles. Pensé que lo hacía para castigar mis esfuerzos de mimetismo, mi agazapamiento en los últimos bancos de la clase, donde yo trataba de tomar un color de penumbra, un color de rincón, agachándome, además, todo lo posible. Beazley (su renombre de gran cultura literaria había llegado hasta nosotros) era la persona indicada para despertar de una vez mi soñoliento amor propio. Además, con fino acierto, poníame así de golpe en la irradiación del milagro helénico, el más fecundo excitante para un pensamiento infantil.

Años más tarde, después de algunos tanteos en artículos y versos y de una larga novela que no vio nunca la luz, le entregaba yo a Paul Groussac, director, en esa época, de su famosa revista La Biblioteca, una novela corta: Artemis, de asunto griego.
Enrique Larreta, Tiempos iluminados.

## Obra artística
En 1896 apareció su primera obra literaria, la nouvelle Artemis, ambientada en la Grecia antigua, influida por la Aphrodite de Pierre Louÿs. Se publicó en la revista La Biblioteca, dirigida por Paul Groussac, quien fue amigo y maestro de Larreta. En 1908, tras cuatro años de intensa labor, publicó La gloria de don Ramiro, reconstrucción histórica y literaria de la España del siglo XVI, que ilustró Alejandro Sirio en 1929. La traducción francesa de la novela, que convirtió a Larreta en una suerte de best seller internacional, fue obra del prestigioso Remy de Gourmont, editada en 1910 por el Mercure de France, En 1926, apareció Zogoibi, que significa "el desventurado", apodo con que fue conocido el rey Boabdil tras la pérdida de Granada, En Zogoibi, Larreta intentó trasladar su visión romántica a la pampa. También en 1953, el protagonista de Gerardo o la torre de las damas busca refugio en la llanura argentina. Escribió ensayos sobre la actualidad española, agrupados en Las orillas del Ebro, y el libro de sonetos La calle de la vida y de la muerte, en el que se percibe el impacto del clasicismo español así como la influencia del simbolismo francés. Escribió también las obras de teatro La que buscaba don Juan, El linyera, Santa María del Buen Aire, Pasión de Roma y Las dos fundaciones de Buenos Aires.

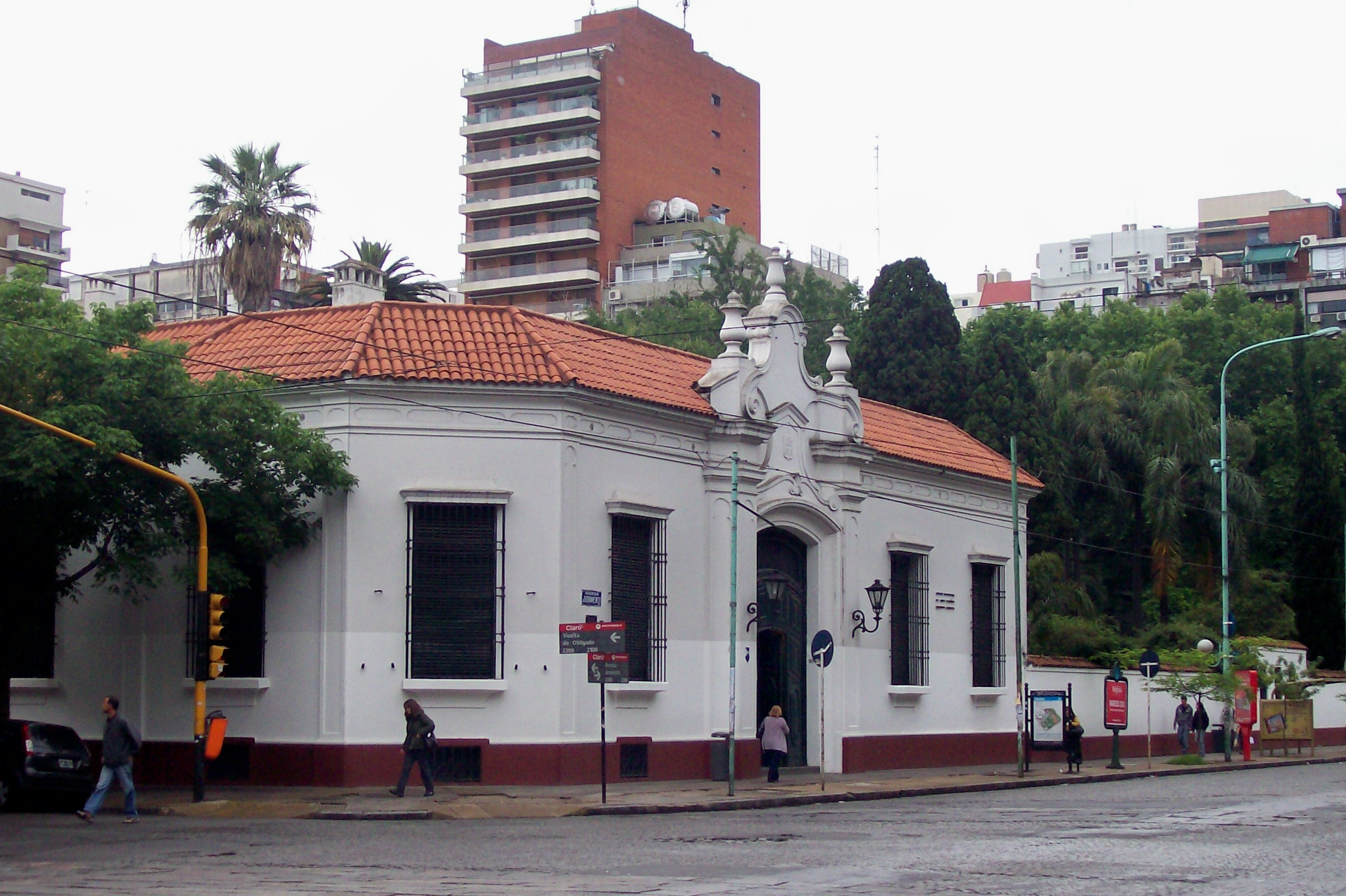
El Museo de Arte Español Enrique Larreta, instalado en la que fuera casa del escritor.

Fue el primer escritor que intentó hacer cine argentino al dirigir el filme El linyera, según un guion a partir de su obra teatral homónima, que se estrenó el 12 de septiembre de 1933 y que tuvo como protagonistas a Nedda Francy, Julio Renato, Domingo Sapelli y Mario Soffici.[cita requerida]
Fue miembro de la Real Academia Española, de la Academia Argentina de Letras, donde ocupó el sillón n.º 13: «José Hernández». y fue nombrado miembro de número de la Academia Nacional de Bellas Artes.
Su casa de estilo renacentista castellano, en el barrio residencial de Belgrano (Buenos Aires), es actualmente el Museo de Arte Español Enrique Larreta. Ubicada en la que fuera alguna vez zona de quintas de veraneo, posee un jardín hispano árabe, único en su estilo en esta capital. Dentro pueden apreciarse el mobiliario y las colecciones de obras y objetos de arte que testimonian su pasión por España. Una calle en la localidad de Villa Raffo (partido de 3 de Febrero) lleva su nombre. Madrid también le tiene dedicada calle.